# Nissa I
Nisa I o Nissa I (en llatí Nysa o Nyssa, en grec antic Νύσα o Νύσσα) era una princesa de Capadòcia, a Anatòlia. Va ser reina de Bitínia i va viure al segle ii aC. Era filla d'Ariarates VI i de Laodice. Els seus germans, menors que ella, eren Ariarates VII i Ariarates VIII de Capadòcia.
En una data desconeguda, Nissa es va convertir en la primera esposa de Nicomedes III Evergetes, de Bitínia, que va regnar de l'any 127 aC, al 94 aC. Nissa va tenir una filla que també es va dir Nissa, i un fill, Nicomedes, que va regnar amb el nom de Nicomedes IV Filopàtor. Devia morir jove, ja que Nicomedes III es va tornar a casar amb Laodice.
Alguns autors defensen que era una dansaire, ja que Nicomedes IV és anomenat pel rei Mitridates VI Eupator del Pont "saltatricis filius" (fill de la dansaire), però altres veuen en les paraules del rei del Pont una manera d'estigmatitzar a Nicomedes IV com a il·legítim, ja que en realitat era fill de Nissa.